# Pointe de Bénance
La pointe de Bénance est une presqu'île du golfe du Morbihan, sur la commune de Sarzeau (Morbihan).

## Géographie
Située sur la presqu'île de Rhuys, la pointe de Bénance s'étend dans l'axe nord-sud. Elle est longue d'environ 450 mètres, sur 200 mètres de largeur. 
Elle est située au Nord du village de Bénance. Elle fait face à de nombreuses îles du golfe du Morbihan, l'île des Œufs se trouve à 1 200 mètres dans le Nord-ouest, Penn Bleï est située à 2 500 mètres dans le nord-est et l'île aux Oiseaux à 2 600 mètres dans l'est.